# 모스크바 모노레일
모스크바 모노레일(러시아어: Московский монорельс)은 러시아 모스크바에서 모스크바 지하철 공사에 의해 운영되는 모노레일이었다. 모스크바 북동부를 달리는 노선이며, 길이는 4.7 km, 6역으로 이루어져 있었다. 1998년에 계획이 세워지고 2004년에 임시적으로 개업하였고 2008년에는 정식으로 개업했다. 수소문에 따르면 이 모노레일이 모스크바 지하철 13호선으로 기능하게 되는 경우도 간혹 있었다.

## 노선
노선은 1개 노선, 다음 6개의 역으로 이루어져 있다.
- 티미랴젭스카야 역(Тимирязевская)
- 울리차 밀라셴코바 역(Улица Милашенкова)
- 텔레첸트르 역(Телецентр)
- 울리차 아카데미카 코롤료바 역(Улица Академика Королёва)
- 비스타보츠니 첸트르 역(Выставочный центр)
- 울리차 세르게이 예이젠시테이나 역(Улица Сергея Эйзенштейна)